# 1986-os Formula–1 magyar nagydíj
A magyar nagydíj volt az 1986-os Formula–1 világbajnokság tizenegyedik futama, amelyet 1986. augusztus 10-én rendeztek meg a Hungaroringen. Ez volt az első magyar nagydíj, és a sportág történetének első futama, amely a keleti blokk egyik országában került megrendezésre.

## Futam
Az első magyar nagydíj pole-pozícióját Ayrton Senna szerezte meg a Lotus-Renault-val, mellőle honfitársa, Nelson Piquet indulhatott, míg a második sorba a világbajnoki pontversenyt vezető Nigel Mansell és Alain Prost sorakozott fel. A rajt után Senna megtartotta a vezetést, míg Mansell feljött a második helyre, Prost és Piquet elé. A brazil azonban hamarosan megelőzte Mansellt, akitől átvette a második pozíciót. A hatodik helyről induló Patrick Tambay a Lola-Harttal megelőzte Prostot, de a McLarenes és csapattársa, Alan Jones is hamarosan túllépett rajta. A 11. körben Prost megelőzte Mansellt, majd egy fordulóval később Piquet átvette a vezetést Sennától, aki elkezdett visszaesni a francia felé. Prost nem sokkal később műszaki probléma miatt kiállt a boxba, amely megzavarta csapattársa, Keke Rosberg versenyét, mivel ő is ugyanakkor hajtott ki kerékcserére, de a szerelők továbbintették. Ezek következtében Mansell harmadik, Johnny Dumfries negyedik, Gerhard Berger pedig ötödik volt. Féltávnál Piquet kereket cserélt, míg Senna kint maradt, és előnyre tett szert, így amikor ő állt ki, sikerült az élre visszatérnie. A különbség azonban a két brazil között gyorsan csökkent, Piquet pedig az 57. körben visszaelőzte Sennát. Ezután a két autó végig szorosan együtt haladt, de Piquet-nek sikerült Sennát maga mögött tartania. A dobogó legalsó fokára Mansell állhatott fel, az ötödik Dumfries, az utolsó pontszerző Martin Brundle lett. Öt futammal a szezon vége előtt négy pilótának volt jó esélye a világbajnoki cím megszerzésére: Mansellnek, Sennának, Piquet-nek és Prostnak. (Végül a francia lett a bajnok Mansell, Piquet és Senna előtt.)
| Helyezés | Rajtszám | Versenyző          | Csapat/Versenyző       | Futott kör | Idő/Kiesés oka | Rajthely | Pont |
| -------- | -------- | ------------------ | ---------------------- | ---------- | -------------- | -------- | ---- |
| 1        | 6        | Nelson Piquet      | Williams-Honda         | 76         | 2h00:34,508    | 2        | 9    |
| 2        | 12       | Ayrton Senna       | Lotus-Renault          | 76         | + 17,673       | 1        | 6    |
| 3        | 5        | Nigel Mansell      | Williams-Honda         | 75         | + 1 kör        | 4        | 4    |
| 4        | 28       | Stefan Johansson   | Ferrari                | 75         | + 1 kör        | 7        | 3    |
| 5        | 11       | Johnny Dumfries    | Lotus-Renault          | 74         | + 2 kör        | 8        | 2    |
| 6        | 3        | Martin Brundle     | Tyrrell-Renault        | 74         | + 2 kör        | 16       | 1    |
| 7        | 16       | Patrick Tambay     | Lola-Ford              | 74         | + 2 kör        | 6        |      |
| 8        | 4        | Philippe Streiff   | Tyrrell-Renault        | 74         | + 2 kör        | 18       |      |
| 9        | 26       | Philippe Alliot    | Ligier-Renault         | 73         | + 3 kör        | 12       |      |
| 10       | 14       | Jonathan Palmer    | Zakspeed               | 70         | + 6 kör        | 24       |      |
| Ki       | 25       | René Arnoux        | Ligier-Renault         | 48         | Motorhiba      | 9        |      |
| Ki       | 15       | Alan Jones         | Lola-Ford              | 46         | Differenciálmű | 10       |      |
| Ki       | 20       | Gerhard Berger     | Benetton-BMW           | 44         | Erőátvitel     | 11       |      |
| Ki       | 18       | Thierry Boutsen    | Arrows-BMW             | 40         | Elektronika    | 22       |      |
| Ki       | 2        | Keke Rosberg       | McLaren-TAG            | 34         | Felfüggesztés  | 5        |      |
| Ki       | 19       | Teo Fabi           | Benetton-BMW           | 32         | Erőátvitel     | 13       |      |
| Ki       | 24       | Alessandro Nannini | Minardi-Motori Moderni | 30         | Motorhiba      | 17       |      |
| Ki       | 27       | Michele Alboreto   | Ferrari                | 29         | Baleset        | 15       |      |
| Ki       | 8        | Derek Warwick      | Brabham-BMW            | 28         | Baleset        | 19       |      |
| Ki       | 1        | Alain Prost        | McLaren-TAG            | 23         | Baleset        | 3        |      |
| Ki       | 21       | Piercarlo Ghinzani | Osella-Alfa Romeo      | 15         | Felfüggesztés  | 23       |      |
| Ki       | 17       | Christian Danner   | Arrows-BMW             | 7          | Felfüggesztés  | 21       |      |
| Ki       | 7        | Riccardo Patrese   | Brabham-BMW            | 5          | Váltóhiba      | 14       |      |
| Ki       | 23       | Andrea de Cesaris  | Minardi-Motori Moderni | 5          | Motorhiba      | 20       |      |
| Ki       | 29       | Huub Rothengatter  | Zakspeed               | 2          | Hűtő           | 25       |      |
| Ki       | 22       | Allen Berg         | Osella-Alfa Romeo      | 1          | Turbó          | 26       |      |

## Statisztikák
A versenyen vezettek:
- Ayrton Senna: 32 kör (1–11 / 36–56)
- Nelson Piquet: 44 kör (12–35 / 57–76)

Nelson Piquet 16. győzelme, 17. leggyorsabb köre, Ayrton Senna 13. pole-pozíciója.
- Williams 29. győzelme.